# Життя Пі (роман)
«Життя́ Пі» (англ. «Life of Pi») — пригодницький роман-притча канадського письменника Янна Мартеля. Історія про юнака Пісцина (Пі) Пателя, який вижив після шторму в Тихому океані та протримався 227 днів у шлюпці з бенгальським тигром, зеброю, гієною та орангутаном.
Роман приніс письменнику Букерівська премію (2002) та світове визнання. Опублікований в Канаді видавництвом «Knopfy» у 2001 році. «Життя Пі» видано більше ніж у 50-ти країнах, продано понад 10 млн примірників у всьому світі. Роман протримався 61 тиждень у Списку бестселерів за версією The New York Times (2002—2003).

## Екранізації
У 2012 році на Нью-Йоркському кінофестивалі відбулася прем'єра однойменного фільму режисера Енга Лі, знятого за мотивами роману. Стрічка була висунута на 11 номінацій на премію«Оскар», здобувши перемогу в 4-х — «Найкраща режисерська робота», «Найкраща операторська робота», «Найкраща музика до фільму», «Найкращі візуальні ефекти».

## Видання українською мовою
Мартель, Я. Життя Пі [Текст]: роман / Янн Мартель ; пер. з англ. Ірини Шувалової. — Львів: Видавництво Старого Лева, 2016. — 400 с.

### Рецензії
- Д. Дроздовський. Боги й демони у житті Пі [Архівовано 29 квітня 2016 у Wayback Machine.] («Друг Читача», 26.04.2016).

## Цікава інформація
Головний герой Пісцин Молітор Патель (Пі) названий на честь культового паризького басейну Piscine Molitor.